# Línea 524 (Montevideo)
La línea 524 de la red de transporte urbano de Montevideo une la plaza España con el barrio Tres Ombúes, ubicado oeste de La Teja. 

## Historia
Fue creada por la Corporación de Ómnibus Micro Este en 1963, como línea 124, si bien su recorrido era de similares características mantenía los mismos destinos de cabecera, desde la Ciudad Vieja hacia el barrio Tres Ombúes. Para el mes de agosto del mismo año, por una disposición departamental de reorganización de líneas, a Comesa le fue otorgada la centena 5 para todas sus líneas y por consecuente, esta línea obtiene su propia denominación hasta el día de hoy, quedando como línea 524.
El 17 de junio de 2021 se realizó el viaje del último Caio Vitória que circuló por las calles de Montevideo. La unidad, numerada 105 de COMESA, quien realizó su último recorrido por las calles de la ciudad fue prestando el servicio en la línea 524. El coche partió a la hora 19:38 de la tarde, en su habitual recorrido desde el barrio Ciudad Vieja hacia Tres Ombúes, donde culminó su circulación después de 25 años de servicio en el transporte urbano de Montevideo.
A partir del 13 de septiembre de 2021 esta línea cambia su destino en el día, culminando en Plaza España y en ocasiones en modalidad de circuito. 

## Recorridos
Circula por los barrios: Ciudad Vieja, Centro, La Aguada, Arroyo Seco, Bella Vista, Prado, Paso Molino, Belvedere,  La Teja y Tres Ombúes.
| Ciudadela - Tres Ombues |

| Ida - (Terminal Plaza España) - Camacuá - Brecha - Buenos Aires - Liniers - San José - Andes - Mercedes - Avenida Rondeau - General Caraballo - Avenida Agraciada - San Quintín - Juan Pandiani - Avenida Carlos María Ramírez - Pedro Giralt - Antonio Zubillaga - Ameghino - Eulogio Caballero - Carlos Tellier - Alagoas - Francisco Oliveres - Groenlandia - Tres Ombúes | Vuelta - Tres Ombúes - Francisco Oliveres - Groenlandia - Pedro Giralt - Alagoas - Carlos Tellier - Eulogio Caballero (Calle 4) - Ameghino - Antonio Zubillaga - Pedro Giralt - José Mármol - José Castro - Avenida Carlos María Ramírez - Avenida Agraciada - Paraguay - Avenida del Libertador - Avenida Uruguay - Florida - Circunvalación Plaza Independencia - Liniers - Ciudadela - Camacuá - (Terminal Plaza España) |

Brinda un recorrido similar a la línea L38 entre el barrio Tres Ombúes y la Avenida Carlos María Ramírez, con la diferencia de girar en dirección hacia el centro.

### Destinos intermedios
Vuelta
- Belvedere (Pedro Visca y Carlos María Ramírez)
- Palacio De La Luz
- Terminal Ciudadela